# N623 (België)
De N623 is een gewestweg in de Belgische provincie Luik. De weg verbindt de N666 in Hamoir met de N638 bij Jenneret. De lengte is ongeveer 8 kilometer.
De weg volgt de grens van de provincie Luik met de provincie Luxemburg.

## Plaatsen langs de N623
- Hamoir
- Néblon-le-Pierreux
- Jenneret